# Gottfried Sand
Gottfried Sand (* 17. März 1647 in Königsberg; † 27. September 1710 ebenda) war ein deutscher Mediziner.

## Leben
Der Sohn des Hofgerichtssekretärs Johann Sand (* 10. Oktober 1606; † 18. Juli 1654) und dessen erster Frau Anna (* 12. Dezember 1616; † 21. August 1651), Tochter des Vizebürgermeisters von Kneiphof Gottfried Winnenpfennig und Witwe des Kaufmanns Klemens Stoltzenberg, war schon in Kinderjahren verwaist. Nach anfänglichen Studien an der Universität Königsberg hatte er aber anscheinend vermögende Gönner gefunden, die ihm ein Studium an der Universität Padua finanzieren konnten. Dort erwarb er den akademischen Grad eines Magisters der Philosophie und promovierte zum Doktor der Medizin.
Danach absolvierte er noch eine Kavaliersreise, die ihn durch Italien, Frankreich und England führte. Zurückgekehrt in die Heimat, soll er 1682 außerordentlicher Professor der Medizin, 1700 ordentlicher vierter Professor der Medizin, 1705 dritter Professor und 1707 erster Professor der medizinischen Fakultät an der Universität Königsberg geworden sein. In jener Eigenschaft beteiligte er sich auch an den organisatorischen Aufgaben der Königsberger Hochschule und war im Wintersemester 1707/08 Prorektor der Alma Mater.

## Familie
Sand war zwei Mal verheiratet.
Seine erste Ehe schloss er am 19. Mai 1676 mit Katharina (* 31. Dezember 1651; † 15. Juli 1682), Tochter des Kaufmanns der Königsberger Altstadt Ditmar Bredelo und Witwe von Thomas Lölhöfel.
Seine zweite Ehe ging er am 20. September 1683 mit Magdalena (* 28. Juni 1633; † 18. August 1708), Tochter des Gerichtsverwandten in Kneiphof Reinhold Boye und Witwe des Vizebürgermeisters in Kneiphof Heinrich Knobloch, ein. Die zweite Ehe blieb kinderlos.
Aus der ersten Ehe stammen Kinder. Von diesen kennt man:
- Anna Barbara (~ 27. August 1677) verh. mit dem Hofrat. Ober- und Lehnssekretarius bei der Regierung in Königsberg Gottfried von Werner (1663–1707),
- Johann Gottfried I. (~ 1. November 1679, 1681 tod)
- Johann Gottfried II. (* 5. April 1681; † 20. Oktober 1691)

## Werke
- Dissertatio academica de diabete. Königsberg 1682.
- Dissertatio academica de incertitudine signorum conceptionis. Königsberg 1682.
- Disputatio academica de areae generibus, alopecia & ophiasi. Königsberg 1683.
- Dissertatio medica de sopore. Königsberg 1685.
- Dissertatio academica, tractans casum medicum de petechiis. Königsberg 1693.
- Dissertatio medica qua fungus cerebri in generoso equitum Prussorum viro anno, epochae christianorum. MDCXCVI. inventus et extirpatus. Königsberg 1700.
- Dissertatio medica, qua rarus ventriculi abscessus in plurimum reverendo viro hic Regiomonti, anno epochae Christianorum M.D.C.XCV. mense Julio observatus post beatum vero, viri hujus, obitum medice consideratus. Königsberg 1701.
- Dissertatio Medica, De Effoetarum Lactatione. Königsberg 1701 (vd18-proto.bibliothek.uni-halle.de).
- Non aberrasse mihi videtur a vero, quicunque tandem Mundum non solum Opinionibus regi, verum etiam multa in eo a sola statuebat dependere Imaginatione. Königsberg 1703 (vd18-proto.bibliothek.uni-halle.de).